# Prunus bracteopadus
Prunus bracteopadus es una especie de planta del género Prunus, perteneciente a la familia Rosaceae.

## Taxonomía
Prunus bracteopadus fue descrita por Bernhard Adalbert Emil Koehne en 1910.

## Distribución
Se encuentra en el territorio de Assam y en el oriente del Himalaya.